# Thắng Cương
Thắng Cương is een xã in huyện Yên Dũng, een district in de Vietnamese provincie Bắc Giang.
Thắng Cương ligt op de noordelijke oever (linker oever) in een meander van de Cầu.